# Politikåret 1968
Politikåret 1968 präglades i västvärlden av en politisk vänstervåg som utlöstes bland framför allt studerande ungdomar i flera länder. Det var efterkrigstidens barnkullar, som nu nått övre tonåren, och vände sig mot det etablerade samhället. Hippie och flower power, samt Vietnamrörelsen, blev symboler för deras generation.

## Händelser

### Februari
- 18 februari - Hilmar Baunsgaard efterträder Jens Otto Krag som Danmarks statsminister.[1]
- 21 februari - Sveriges utbildningsminister Olof Palme deltar i en Vietnamdemonstration tillsammans med Nordvietnams Moskva-ambassadör och håller ett USA-kritiskt tal.

### Mars
- 1 mars - 1967 års apostoliska konstitution införs i Vatikanstaten.[2]
- 8 mars - USA hemkallar sin ambassadör i Sverige med anledning av Olof Palmes demonstration.
- 19 mars - Sveriges regering föreslår femdagarsvecka i de svenska skolorna från höstterminen detta år.

### April
- 20 april - Pierre Trudeau efterträder Lester B. Pearson som Kanadas premiärminister.[3]

### Maj
- 3 maj - På grund av rasåtskillnaden i Rhodesia ställer demonstranter till kravaller vid en Davis Cup-match i Båstad mellan Sverige och Rhodesia. Matchen stoppas.
- 8 maj - Regeringen beslutar att 110 km/h skall vara högsta hastighet på svenska motorvägar.
- 10-15 maj - Studenter revolterar under den så kallade Majrevolten i Frankrikes huvudstad Paris.
- 17 maj - Den svenska riksdagen fattar ett första beslut om representationsreform med enkammarriksdag och gemensam valdag för riksdags-, landstings- och kommunalval.
- 24-27 maj - Studenter i Stockholm ockuperar sitt eget kårhus i protest mot förslaget till ny studieordning, vilket har gått till historien som kårhusockupationen.
- Mitten av året - Sovjetunionens regeringschef Alexej Kosygin besöker Sverige.

### Juni
- 5 juni - Sirhan Sirhan skjuter Robert Kennedy (Kennedy avlider dagen därpå).

### Augusti
- 16 augusti - Den svenska regeringen undertecknar fördraget om icke-spridning av kärnvapen och omöjliggör därmed svenska kärnvapen.
- 20 augusti - Sovjetunionen, Östtyskland, Polen, Ungern och Rumänien invaderar tillsammans Tjeckoslovakien.

### Oktober
- 12 oktober - Ekvatorialguinea blir självständigt.[4]

### November
- 13 november - I ett tal rättfärdigar den sovjetiske ledaren Leonid Brezjnev invasionen av Tjeckoslovakien med hänvisning till Brezjnevdoktrinen.

### December
- 24 december - Elever på Konstfack i Stockholm inbjuder hemlösa att fira alternativ jul på skolan under parollen "Stoppa julterrorn".
- Okänt datum – Oswald Mosley ger ut sin självbiografi, My Life

## Val och folkomröstningar
- 15– 16 januari – Presidentval i Finland.
- 23 januari – Folketingsval i Danmark.
- 30 juni – Presidentval på Island.
- 15 september – I det sista svenska Andrakammarvalet får Socialdemokraterna för första gången sedan andra världskriget egen majoritet. Centern blir största oppositionsparti. Valdeltagandet slår rekord (88,7%). Vänsterpartiet erbjuder plats på sina vallistor för utomparlamentariska vänsterorganisationer. Man erbjuder Socialdemokraterna samverkan i kritiska valkretsar, vilket avböjs av dem.
- 5 november - Republikanen Richard Nixon väljs till president i USA.

## Organisationshändelser
- 24 april - Mauritius inträder i FN.[5]
- Okänt datum – Erich Honecker blir ledare för Freie Deutsche Jugend.
- Okänt datum – Borgerliga Studenter – Opposition '68 bildas vid Stockholms universitet.
- Okänt datum –  Kvinnoorganisationen Grupp 8 bildas av åtta kvinnor i Stockholm.

## Födda
- 11 januari – Anders Borg, Sveriges finansminister 2006-2014.
- 5 mars – Gordon Bajnai, Ungerns premiärminister 2009–2010.

## Avlidna
- 4 april – Martin Luther King, amerikansk medborgarrättskämpe.

### Fotnoter
1. ↑  ”Denmark” (på engelska). World Statesmen. http://www.worldstatesmen.org/Denmark.html. Läst 2 augusti 2015.
2. ↑  ”Vatican City (Holy See)” (på engelska). World Statesmen. http://www.worldstatesmen.org/Vatican.html. Läst 8 november 2012.
3. ↑  ”Canada” (på engelska). World Statesmen. http://www.worldstatesmen.org/Canada.html. Läst 1 augusti 2015.
4. ↑  ”Equatorial Guinea” (på engelska). World Statesmen. http://www.worldstatesmen.org/Equatorial_Guinea.html. Läst 7 november 2012.
5. ↑  ”United Nations” (på engelska). World Statesmen. http://www.worldstatesmen.org/International_Organizations2.html#UN. Läst 25 januari 2013.